# Harrison White
Pour les articles homonymes, voir White.
Harrison Colyar White, né le 21 mars 1930 à Washington et mort le 18 mai 2024, est un docteur en physique théorique du Massachusetts Institute of Technology (MIT) où il est entré à 15 ans, ainsi qu'un des plus influents sociologues contemporainso.
Il est professeur émérite à l'université Columbia. White a joué un rôle significatif dans la « révolution Harvard » en analyse de réseaux,,,, et pour la sociologie relationnelle. On lui attribue le crédit d'avoir développé plusieurs modèles mathématiques des structures sociales, incluant les chaînes de vacances (vacancy chains) et le blockmodels. Il a été un leader d'une révolution toujours en cours en sociologie, qui utilise la modélisation des structures sociales (produites par des dynamiques sociales) plutôt que de se focaliser sur des attributs ou des attitudes individuelles.
Chez les chercheurs en analyse de réseaux (networkers), White est largement respecté. Pour preuve, la conférence internationale de l'International Network for Social Network Analysis (INSNA) en 1997 fut organisée autour du thème « White Tie ». Emmanuel Lazega se réfère à lui comme étant à la fois « Copernic et Galilée » des sciences sociales puisque selon lui, White inventa à la fois la vision et les outils.
La présentation la plus achevée de sa sociologie se trouve dans son livre Identity and Control, d'abord publié en 1992. Une réécriture profonde fut apportée en 2008, grâce à Michel Grossetti : « Ce qui m'a finalement décidé d'entreprendre la revision fut les suggestions de Michel Grossetti afin de clarifier le livre de 1992, alors qu'il avait entamé la traduction en français du livre. ». En 2011, White a reçu le W.E.B. DuBois Career of Distinguished Scholarship Award de l'Association américaine de sociologie, avec les honneurs des « universitaires qui ont su démontrer une compréhension engagée pour la profession de la sociologie et dont l'œuvre cumulative a contribué à une avancée importante de la discipline. » Avant qu'il se retire pour vivre à Tucson, en Arizona, White était intéressé par la sociolinguistique, l'art et les stratégies d'affaire. White est vu comme ayant contribué à la formation de nombreux grands sociologues notamment Peter Bearman, Paul DiMaggio, Mark Granovetter, Nicholas Mullins ou Barry Wellman.

## Biographie

### Jeunesse
Harrison White est né le 21 mars 1930 à Nashville, dans le sud des États-Unis, d'un père médecin, mais qui a eu du mal à pratiquer, dû à des discriminations envers son origine sociale et qui préfère donc rester dans la marine militaire. Sa famille, constituée d'une fratrie de sept, n'est pas d'origine aisée. Il est entré à 15 ans au Massachusetts Institute of Technology (MIT), ce qu'il a trouvé socialement difficile à vivre. Malgré un intérêt marqué pour son domaine d'origine, la physique fondamentale, son âge et ses désirs personnels l'ont mené vers les facultés de sciences sociales où le ratio de femme inscrites est plus élevé. Sans avoir imaginé un jour faire de la sociologie, son parcours de vie l'a mené à découvrir cette discipline à laquelle il a ensuite consacré sa vie.
Il a ainsi obtenu en 1955 son doctorat en physique théorique du MIT, auprès de John C. Slater pour sa thèse intitulée A quantum-mechanical calculation of inter-atomic force constants in copper publiée dans la Physical Review sous le titre Atomic Force Constants of Copper from Feynman's Theorem (1958). Il a également reçu un doctorat en sociologie de l'université de Princeton en 1960.
Il a enseigné à l'université Harvard, à l'université de l'Arizona, à l'université de Chicago, à l'université Carnegie-Mellon et à l'université d'Édimbourg.
Il est membre de la National Academy of Sciences et de l'American Academy of Arts and Sciences.

## Principales contributions

### Présentation générale
Harrison White est l'un des pionniers de l'analyse des réseaux sociaux en sociologie. Il a notamment développé l'analyse dite des matrices découpées en blocs, qui permet de mettre en évidence des positions structuralement équivalentes dans un réseau (équivalence structurale). Selon son ancien étudiant et collaborateur Ronald Breiger (en), l’œuvre de White peut être ainsi résumée :
| « White addresses problems of social structure that cut across the range of the social sciences. Most notably, he has contributed (1) theories of role structures encompassing classificatory kinship systems of native Australian peoples and institutions of the contemporary West; (2) models based on equivalences of actors across networks of multiple types of social relation; (3) theorization of social mobility in systems of organizations; (4) a structural theory of social action that emphasizes control, agency, narrative, and identity; (5) a theory of artistic production; (6) a theory of economic production markets leading to the elaboration of a network ecology for market identities and new ways of accounting for profits, prices, and market shares; and (7) a theory of language use that emphasizes switching between social, cultural, and idiomatic domains within networks of discourse. His most explicit theoretical statement is Identity and Control: A Structural Theory of Social Action (1992), although several of the major components of his theory of the mutual shaping of networks, institutions, and agency are also readily apparent in Careers and Creativity: Social Forces in the Arts (1993), written for a less-specialized audience. » | « White aborde les problèmes reliés à la notion de structure sociale traversant l’ensemble des sciences sociales. Il a notamment contribué (1) aux théories des structures classificatoires englobantes de rôles dans les systèmes de parenté des peuples autochtones d'Australie et des institutions australienne de l'Occident contemporain; (2) des modèles basés sur les équivalences entre acteurs à travers des réseaux de plusieurs types de relations sociales; (3) la théorisation de la mobilité sociale dans les systèmes d'organisations; (4) une théorie structurelle de l'action sociale qui met l'accent sur le contrôle, l'agentivité, le récit et l'identité; (5) une théorie de la production artistique; (6) une théorie des marchés de production économiques conduisant à l'élaboration d'un environnement réseau pour les identités des marchés et de nouvelles méthodes de comptabilisation des bénéfices, des prix et des parts de marché; et (7) une théorie du langage qui met l'accent sur la commutation entre les domaines relevant du social, du culturel et idiomatique au sein des réseaux de discours. Son affirmation théorique la plus explicite est Identité et contrôle: une théorie structurelle de l'action sociale (1992), bien que plusieurs des composantes principales de sa théorie de la formation mutuelle des réseaux, des institutions et d'agentivité apparaissent aussi clairement dans Careers and creativity: Forces in the Arts (1993), écrit pour un public moins spécialisé. » |

### Identité et contrôle
L'ouvrage le plus achevé de White est Identity and Control. La première édition est parue en 1992 et la seconde en juin 2008. Le livre est divisé en sept chapitres : les six premiers traitent des formations sociales qui nous contrôlent et de la façon dont nos jugements organisent notre expérience pour limiter notre action. Le chapitre final traite de la façon de rester en action et de la façon dont le changement est possible.
Dans ce livre, White traite du monde social ainsi que des « personnes » vues comme émergeant d'un ensemble de relations. Il soutient que c'est un défaut voire une faute de l'heuristique humaine d'organiser le monde en termes d'attribut. Par exemple, de nombreux livres sur le leadership se penchent sur les attributs qui font un bon leader. Cependant personne n'est un leader sans qu'il ait des relations avec les autres. Une organisation peut être vue comme étant un ensemble de relations. Un leader n'existe pas si le peuple ne l'honore pas et ne maintient des relations spécifiques avec lui. White évite de donner des attributs aux choses qui émergent des relations, quelque chose qui va contre notre instinct et requiert quelque connaissance de la notion de processus.

### Sociologie économique
Il est aussi à l'origine d'une approche particulière des marchés, structurée non plus autour des seuls vendeurs et acheteurs comme dans les marchés d'échange des économistes, mais incluant aussi une perspective relationnelle incluant des producteurs situés en l'amont des fournisseurs et l'aval des consommateurs; qui tendent à réduire les incertitudes, en se créant des « niches ». « À partir des années 1980, il s’est tourné vers la sociologie économique, concevant une théorie originale des marchés (White, 1981) fondée sur la notion d’équivalence structurelle. Dans cette théorie, les marchés émergent comme une forme de stabilisation des positions de différents producteurs dans le flux de leurs échanges, en amont avec leurs fournisseurs, et en aval avec leurs clients. Cette théorie, appuyée sur des modèles mathématiques non linéaires, fait du marché « classique » des économistes un cas particulier d’un modèle plus général qui admet des formes alternatives, comme des marchés dans lesquels la qualité des produits serait partiellement issue d’échanges non marchands. ». En cela il propose un modèle sociologique des marchés qui se démarque de la théorie économique classique et peut être considéré comme l'un des fondateurs de la nouvelle sociologie économique avec, notamment, Mark Granovetter, l'un de ses étudiants.
Harrison White a aussi développé une théorie originale de l'action fondée sur une perspective en termes de réseaux sociaux et de formations sociales émergentes qui tente de dépasser les oppositions classiques en sociologie (micro/macro, statique/dynamique, agentivité/structure etc.) nommée interactionnisme structural.
Son livre de 2002 intitulé Markets from Networks fonde l'idée que les marchés sont encastrés dans des réseaux sociaux. Son approche aborde les concepts économique d'incertitude telle que définie par Frank Knight, la concurrence monopolistique d'Edward Chamberlin, ou la théorie du signal de Spence. Son approche sociologique a influencé autant les sociologues (voir Joel M. Podolny (en)) que les économistes (voir Olivier Favereau).

## Publications
En français
- White C. et H.C. White, 1991, La Carrière des peintres au XIXe siècle. Du système académique au marché des impressionnistes. Traduction française de Jean-Paul Bouillon, Paris: Flammarion.
- White H.C., 1995a, « Passages réticulaires, acteurs et grammaire de la domination », Revue française de sociologie, no 36, p. 705-723.
- White H.C., 2007, « Réseaux et Histoires », SociologieS, Harrison White. URL : « Réseaux et Histoires ».
- White H.C., F. Godart et V. Corona, 2008, « Produire en contexte d'incertitude. La construction des identités et des liens sociaux dans les marchés », Sciences de la Société, no 73, p. 16-39.
- White H.C., 2011, Identité et contrôle. Une théorie de l’émergence des formations sociales. Traduction française de Michel Grossetti et Frédéric Godart, Paris: Éditions de l'EHESS.

En anglais
- Boorman S.A. et H.C. White, 1976, « Social Structure from Multiple Networks. II. Role Structures », American Journal of Sociology, vol. 81, no 6, p. 1384–1446
- Eccles R.G. et H.C. White, 1986, « Firm and Market Interfaces of Profit Center Control », in Lindeberg S., J.S. Coleman et S. Nowak, Approaches to Social Theory, New York Russel Salge, chapitre 7.
- Eccles R.G. et H.C. White, 1988, « Producers’ Markets », New Palgrave Dictionary of Economics, p. 984-986.
- Eccles R.G et H.C. White, 1988b, « Price and Authority in Inter-Profit Center Transactions », American Journal of Sociology, suppl. 94, p. S17-S51.
- Leifer E. et H.C. White, 1987, « A structural Approach to Markets », in Mizruchi M.S. et M. Schwarz, Intercorporate Relations: the Structural Analysis of Business, New York, Cambridge University Press, p. 85-107.
- Lorrain F. et H.C. White, 1971, « Structural Equivalence of Individual in Social Networks », Journal of Mathematical Sociology, vol.1, p. 49-80.
- White H.C., 1955, Solid State and Molecular Theory Group, thèse soutenue au Massachusetts Institute of technology, Cambridge (Massachusetts) le 31 mars.
- White H.C., 1958, « Atomic Force Constants of Copper from Feynman’s Theorem », Physical Review, 112, p. 1092-1105.
- White H.C., 1960, Research and Development as a Pattern of Industrial Management: a Case Study in Institutionalisation and Uncertainty, Doctoral Dissertation, Princeton University.
- White H.C., 1962, « Chance models of Systems of Casual Groups », Sociometry, 25, p. 153-172.
- White H.C., 1963a, An Anatomy of Kinship, Mathematical Models for Structures of Cumulated Roles, «  Prentice-Hall Series in Mathematical Analysis of Social Behavior » dirigées par James Coleman et James March, Prentice-hall, INC., Englewood Cliffs (New Jersey).
- White H.C., 1963b, « Uses of Mathematics in Sociology », in Charlesworth J.C., Mathematics and the Social Sciences. The Utility and Inutility of Mathematics in the Study of Economics, Political Science and Sociology, Symposium sponsored by the American, Academy of Political and Social Science, Philadelphie, p. 77-94.
- White H.C., 1969, « Notes on Finding Models of Structural Equivalence, Drawing on Theories of Roles, Duality, Sociometry and Balance », mimeographed, Cambridge, Massachusetts : Harvard University Press.
- White H.C., 1970, Chains of Opportunity: System Models of Mobility in Organizations, Cambridge, Harvard University Press
- White H.C., 1973, « Everyday Life in Stochastic Networks », Sociological Inquiry, 43, p. 43-49
- White H.C., 1976, « Subcontracting with an Oligopoly: Spence revisited », RIAS Program Working Paper, no 1, Havard University, septembre.
- White H.C., 1978, « Markets and Hierarchies Revisited », unpublished working paper, Harvard University, department of Sociology
- White H.C., 1979, « On Markets », RIAS program working paper, Department of Sociology, Harvard University.
- White H.C., 1981 à, « Production Markets as Induced Role Structures » in Leinhardt S., Sociological Methodology, San Francisco: Jossey-Bass, p. 1-57.
- White, H.C., 1981 b, « Interfaces », Prepared for SSRC Conference on Social Indicators for Organisations, Washington, 3-5 décembre.
- White H.C., 1981 c, « Where do Markets Come From? », American Journal of Sociology, vol. 87, no 3, p. 517-547.
- White H.C., 1988, « Varieties of Markets », in Berkowitz S. et B. Wellman., Social Structures: a Network Approach, Cambridge University Press, p. 226-260.
- White H.C., 1990a, « Interview with Harrison C. White », in Swedberg R., Economics and Sociology: Redefining their Boundaries. Conversations with Economists and Sociologists, Princeton University Press, p. 78-95.
- White H.C., 1990b, « Control to Deny Chance but Thereby Muffling Identity », Contemporary Sociology, 19(6), novembre, p. 783-788.
- White H.C., 1992, Identity and Control, Princeton: Princeton University Press.  (ISBN 0-691-00398-X)
- Harrison C. White, 1993, Careers and Creativity: Social Forces in the Arts. Boulder, CO: Westview Press
- White H.C., 1993, « Markets in Production Networks », in Swedberg R., Explorations in Economic Sociology, Russel Sage Foundation, New York, p. 161-176.
- White H.C., 1995 b, « Where do Languages come From ? », cinquième conférence internationale des réseaux sociaux, Londres, 6-10 juillet.
- White H.C., 1995c, « Social Networks can Resolve Actors Paradoxes in Economics and in Psychology », Journal of Institutional and Theoretical Economics, vol. 151 no 1, p. 58-74.
- White H.C., 2002, Markets from Networks: Socioeconomic Models of Production, Princeton: Princeton University Press.
- White H.C., 2002b, « Quality is a System Property. Downstream », dans Favereau et Lazega, Conventions and Structures in Economic Organization, Markets, Networks and Hierarchies, Edward Elgar, p. 329-347.
- White H.C, 2008, Identity and Control: How Social Formations Emerge (Second Edition), Princeton: Princeton University Press.